# Concord (Geòrgia)
Concord és una població del Comtat de Pike (Geòrgia) als Estats Units d'Amèrica.

## Demografia
Segons el cens del 2000, Concord tenia 336 habitants, 118 habitatges, i 92 famílies. La densitat de població era de 156,3 habitants per km².
Dels 118 habitatges en un 38,1% hi vivien nens de menys de 18 anys, en un 60,2% hi vivien parelles casades, en un 15,3% dones solteres, i en un 22% no eren unitats familiars. En el 20,3% dels habitatges hi vivien persones soles l'11,9% de les quals corresponia a persones de 65 anys o més que vivien soles. El nombre mitjà de persones vivint en cada habitatge era de 2,85 i el nombre mitjà de persones que vivien en cada família era de 3,26.
Per edats la població es repartia de la següent manera: un 29,8% tenia menys de 18 anys, un 8,3% entre 18 i 24, un 27,7% entre 25 i 44, un 22,3% de 45 a 60 i un 11,9% 65 anys o més.
L'edat mediana era de 37 anys. Per cada 100 dones de 18 o més anys hi havia 87,3 homes.
La renda mediana per habitatge era de 40.795 $ i la renda mediana per família de 47.250 $. Els homes tenien una renda mediana de 29.167 $ mentre que les dones 15.625 $. La renda per capita de la població era de 15.908 $. Entorn del 2,1% de les famílies i el 5,4% de la població estaven per davall del llindar de pobresa.

## Poblacions properes
El següent diagrama mostra les poblacions més properes.